# 根生院

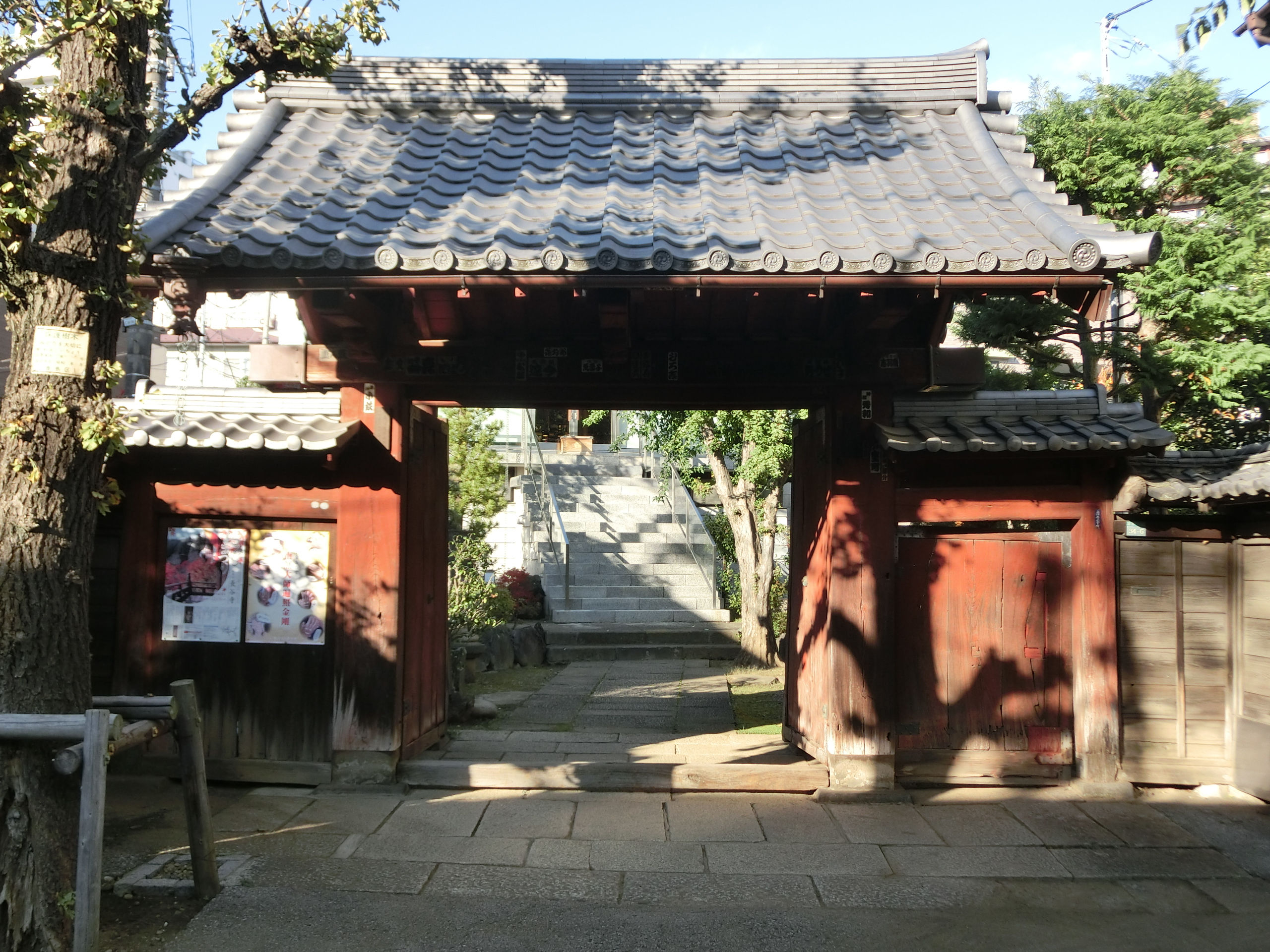
山門

根生院（こんしょういん）は、東京都豊島区高田にある寺院。本尊は薬師瑠璃光如来（秘仏）。

## 歴史
創建は寛永13年（1636年）、三代将軍徳川家光公が、その乳母、春日局の発願により、大和の国（奈良県）長谷寺小池坊より栄誉（1674年没）を招き開山とし、神田白壁町に堂宇を建立し、薬師瑠璃光如来像を本尊とし、号を「金剛寶山延壽寺根生院」と称したのが、その歴史の始まりである。
正保2年（1645年）、第二世栄専の時、下谷二長町に移り、江戸城西の丸祈願所として寺領250石を賜った。貞享4年7月（1687年）新義真言宗江戸四ヶ寺の一ヶ寺となった。同年8月、仁和寺御堂光明院の院室を兼務して院家となり、歴代の住職は幕府の命によって選ばれる寺となった。
この四ヶ役寺は、始めは関東以北の新義真言宗三千ヶ寺の触頭であったが、この頃、新義真言宗が幕府より信を受け、やがて全国の新義真言宗寺院をその支配下におき、一時は地域的に担任区域を定め、また、一時は一年間を四季に分け四ヶ寺の当番月を定めその任に当たった。
- 元禄元年（1688年）、本郷湯島切通し（文京区）の知足院跡に移転した[2]。
- 元禄3年8月（1690年）、幕府の命によって江戸城に観音経を講じ、将軍綱吉公より寺領百石を加増された。
- 元禄16年11月（1703年）、火災により類焼した。
- 享保5年（1720年）再建された。
- 明治維新（1867年）を迎え、やがて明治となり政治機構一変し、当寺は廃寺となった。
- 明治22年（1888年）下谷池之端七軒町（台東区）にて、第44世明盛により再興された。
- 明治36年（1903年）市区改正で、東京府北多摩郡豊島大字高田（現地）に移転し、昭和10年代までは、真言宗豊山派の加行道場であった。

この地は、もと尾張候の下屋敷であったものを田安家に譲り渡され、文政のころは一つ橋屋敷となったと伝えられている。下屋敷跡であり、池あり丘あり樹木あり、また清泉涌き出た幽境の地であり、宿坂より山門までの参道は欅の並木があり、山門の奥には満々たる水を湛えた池があり、四季折々を楽しませた。殊に菖蒲の頃は散策と参詣の人で賑わったと伝えられている。
昭和20年付近一帯の戦火の犠牲となり、山門を除いて焼失した。戦後、都市化が進み、本堂跡は住宅地となり、昭和28年境内地の一部に再建され、平成14年現在の堂宇に改築された。